# Монтекаротто
Монтекаротто (італ. Montecarotto) — муніципалітет в Італії, у регіоні Марке,  провінція Анкона.
Монтекаротто розташоване на відстані близько 190 км на північ від Рима, 38 км на захід від Анкони.
Населення — 2027 осіб (2014).
Щорічний фестиваль відбувається 5 жовтня. Покровитель — San Placido.

## Демографія
Населення за роками:

Станом на 1 січня 2023 року в муніципалітеті офіційно проживали 193 іноземці з 30 країн, серед них 41 громадянин країн Євросоюзу та 9 громадян України.

## Сусідні муніципалітети
- Арчевія
- Бельведере-Остренсе
- Остра
- Остра-Ветере
- Поджо-Сан-Марчелло
- Розора
- Серра-де'-Конті